# Cobubatha goyanensis
Cobubatha goyanensis là một loài bướm đêm trong họ Noctuidae.